# Bibiro Ali Taher
Bibiro Ali Taher   (N'Djamena, 24 d'abril de 1988) és una atleta txadina, corredora de llarga distància. Es va traslladar des del Txad cap a França als cinc anys i va començar practicar l'atletisme als set anys. Va competir als 5.000 metres en els Jocs Olímpics d'Estiu de 2016, però no va acabar la seva carrera.
Va ser portadora de la bandera del Txad en la cerimònia d'obertura dels Jocs Olímpics.

## Joventut
Bibiro Ali Taher es va traslladar amb els seus pares del Txad a Hérouville-Saint-Clair, Normandia, França, quan tenia set anys. Quan tenia 20 anys, va començar a practicar atletisme, primer en un col·legi de Saint-Michel i després es va traslladar a Sotteville-lès-Rouen, on se li va oferir una beca esportiva. Mentre seguia la seva carrera d'atletisme, Taher es va convertir en auxiliar de vol d'Air France.

## Carrera esportiva
Ella va cridar l'atenció dels funcionaris esportius txadians, que van disposar a Taher de visitar les instal·lacions d'entrenament a Kenya una vegada a l'any durant els següents sis anys. Això significava que podia entrenar junt amb els corredors de distància mitjana de Kenya.
Taher va ser el portadora de la bandera de l'equip txadià als Jocs Olímpics d'Estiu de 2016, amb l'equip format per ella i Bachir Mahamat. El 16 d'agost va participar en els 5.000 metres, però un error li va significar que no acabés la carrera; Taher va sentir la campana que indicava a les atletes que començaven la última volta, però Taher va creure que la campana indicava el final de la carrera i es va aturar 400 metres abans d'arribar a la meta i, per tant, no va acabar la carrera. Després va dir en una entrevista: «Vaig donar tot el que vaig poder. Vaig entrenar com una boja durant els últims dotze mesos. No em penedeixo, però tinc llàgrimes als ulls perquè volia deixar Rio amb una nou rècord».